# جین آنتونی ری
جین آنتونی ری (انگلیسی: Gene Anthony Ray؛ ۲۴ مهٔ ۱۹۶۲ – ۱۴ نوامبر ۲۰۰۳) یک هنرپیشه، طراح رقص و رقاص اهل ایالات متحده آمریکا بود.